# Dupnica

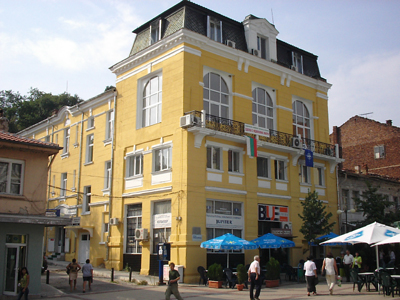
Centrum Dupnicy

Dupnica (bułg. Дупница) – miasto w zachodniej Bułgarii, w obwodzie Kiustendił, w masywie Riła. Siedziba administracyjna gminy Dupnica. Według danych Narodowego Instytutu Statystycznego w Bułgarii z 31 grudnia 2011 miasto liczyło 33205 mieszkańców.

## Historia
W latach 1948–1950 miasto nosiło nazwę Stanke Dimitrow (Станке Димитров). Od 1950 r. do 1952 r. – Marek (Марек). W latach 1952–1993 ponownie obowiązującą nazwą miasta było Stanke Dimitrow.

## Miasta partnerskie
- Briańsk, Rosja
- Lucera, Włochy